# La Plata (Huila)
La Plata é um município da Colômbia, localizado no departamento de Huila.